# ميكلوس نيميث (لاعب كرة قدم)
ميكلوس نيميث (بالمجرية: Németh Miklós)‏ هو مدرب كرة قدم ولاعب كرة قدم مجري في مركز الهجوم، ولد في 7 أبريل 1946 في بودابست في المجر. لعب مع نادي فيرينتسفاروشي.